# Monterey Park
Monterey Park je město v okrese Los Angeles v Kalifornii v USA. Nachází se ve vzdálenosti 16 km východně od centra Los Angeles. Spolu s městy Alhambra, Arcadia, Temple City, Rosemead, San Marino a San Gabriel je součástí čínské enklávy na západě údolí San Gabriel. Zastoupení Asijských Američanů dosahovalo v roce 2010 66,9 %, přičemž zastoupení obyvatel čínského původu dosahovalo 47,7 % obyvatel města, což bylo nejvíce v USA. V roce 2010 mělo město 60 269 obyvatel.